# Ask Rostrup
Ask Rostrup (født 26. februar 1966) er dansk journalist og vært på TV 2 News.
Rostrup har arbejdet hos DR i 14 år hvor han blandt andet har været politisk redaktør og leder af DRs Christiansborg-redaktion. Desuden er han kendt som vært på TV Avisen og programmet "Langt fra Borgen".
Kendt for at have været politisk redaktør i DR indtil april 2012, hvor Uffe Tang overtog jobbet.
Ask Rostrup skiftede som Chefredaktør til TV 2 News i april 2021. Efter blot ti måneder på posten forlod han efter eget ønske stillingen, da han ikke trivedes i jobbet og i stedet ønskede at blive vært på TV 2 News nyhedsudsendelse og det politiske magasin Besserwisserne.
Rostrup blev student fra Herlev Gymnasium og HF i 1984 og uddannet journalist fra Danmarks Journalisthøjskole i 1991. Han var 1991-1995 ansat på Ritzaus Bureau og fra 1995 til 1998 på Berlingske Tidendes folketingsredaktion, inden han i 1998 blev EU-korrespondent for Berlingske Tidende.
I 2001 blev han nyhedsredaktør samme sted, for i 2003 at avancere til nyhedschef. Fra 2004 til 2006 var han chefredaktør for metroxpress. Fra 5. februar 2007 til april 2012 var han politisk redaktør i DR.
Han er gift med Dorte Carlsen. Parret har 3 børn.